# عندما يقسو القدر
عندما يقسو القدر هو فيلم ليبي.

## قصة الفيلم
في ضوء العديد من المشاكل الفردية كالفقر، والظروف الاجتماعية الصعبة، إضافة إلى المشاكل والمصاعب التي يعاني منها العالم، تقوم قصة حب بين شاب، وفتاة.

## إنتاج الفيلم
هذا الفيلم هو أول فيلم روائي طويل ليبي.

## وصلات خارجية
- عندما يقسو القدر على موقع IMDb (الإنجليزية)
- عندما يقسو القدر على موقع قاعدة بيانات الأفلام العربية
- عندما يقسو القدر على موقع قاعدة بيانات الفيلم (الإنجليزية)
- عندما يقسو القدر على موقع ليتربوكسد (الإنجليزية)